# 女川温泉
女川温泉（おながわおんせん）は、宮城県牡鹿郡女川町にある温泉である。

## 泉質
- 低張性アルカリ性温泉

## 温泉地
- 町営の日帰り温泉施設「女川温泉ゆぽっぽ』と宿泊施設「華夕美」が存在する。

## アクセス
- 鉄道：石巻線女川駅より徒歩1分。
- 自動車：三陸沿岸道路石巻河南ICより30分。